# Clementinum

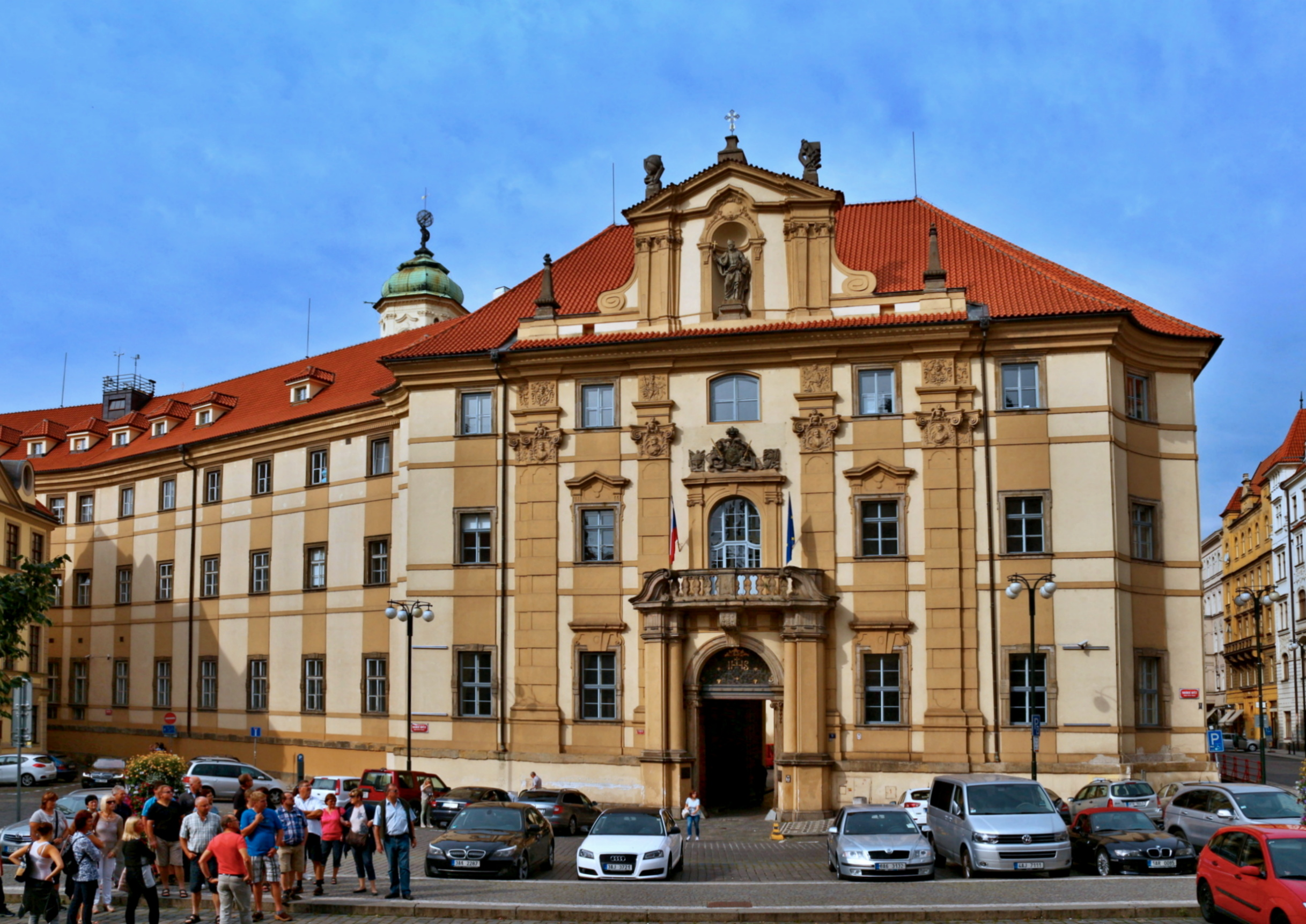
Entrada do Clementinum.

Clementinum (em tcheco/checo:  Klementinum) é um complexo histórico de edifícios em Praga, República Checa. Até recentemente, o complexo hospedava as bibliotecas nacionais, universitárias e técnicas; a Biblioteca da Cidade também estava perto de Mariánské Náměstí. Em 2009, a Biblioteca Técnica e a Biblioteca Municipal se mudaram para a Biblioteca Técnica Nacional de Praga na Technická 6. Atualmente está em uso como a Biblioteca Nacional da República Checa. Em 2005, a Biblioteca Nacional recebeu o prêmio Jikji da UNESCO (Memória do Mundo).